# مارك سميث (مهندس أمريكي)
مارك سميث (بالإنجليزية: Mark Smith)‏ هو مهندس أمريكي، ولد في 1950.